# HMS Anson (1940)
HMS Anson – pancernik typu King George V służący w Royal Navy. Nazwa pancernika wzięła się od nazwiska admirała George’a Ansona. Pancernik został zbudowany w stoczni Swan Hunter w Wallsend i włączony do służby jako HMS „Jellicoe” w imię zasług dowódcy Grand Fleet podczas bitwy jutlandzkiej Johna Jellicoe. Nazwa okrętu została zmieniona w lutym 1940 r. Okręt, mimo że służył w trakcie II wojny światowej, nie oddał ani jednego strzału w kierunku wrogich jednostek. W 1946 r. „Anson” odbył podróż z Sydney do Hobart w celu odebrania księcia Henryka Windsora oraz księżnej Alicji i bezpiecznego powrotu do Sydney. W 1957 r. zezłomowany wraz z trzema okrętami tej samej klasy.